# Konecranes
Die Konecranes Oyj ist ein börsennotiertes Unternehmen mit Hauptsitz in Hyvinkää in Finnland, spezialisiert auf die Herstellung und den Service von Kranen und Hebezeugen. Die Produkte von Konecranes sind in erster Linie für Branchen konzipiert, in denen schwere Lasten umgeschlagen werden, z. B. Häfen, Intermodalterminals, Werften und Schüttgut-Anlagen.
Das Unternehmen war ursprünglich ein Geschäftsbereich von Kone, das in den 1930er-Jahren mit der Herstellung von Kranen und Hebezeugen begann, wurde aber 1994 als unabhängiges Unternehmen ausgegliedert, als Kone eine umfassende Umstrukturierung durchlief.

## Geschichte

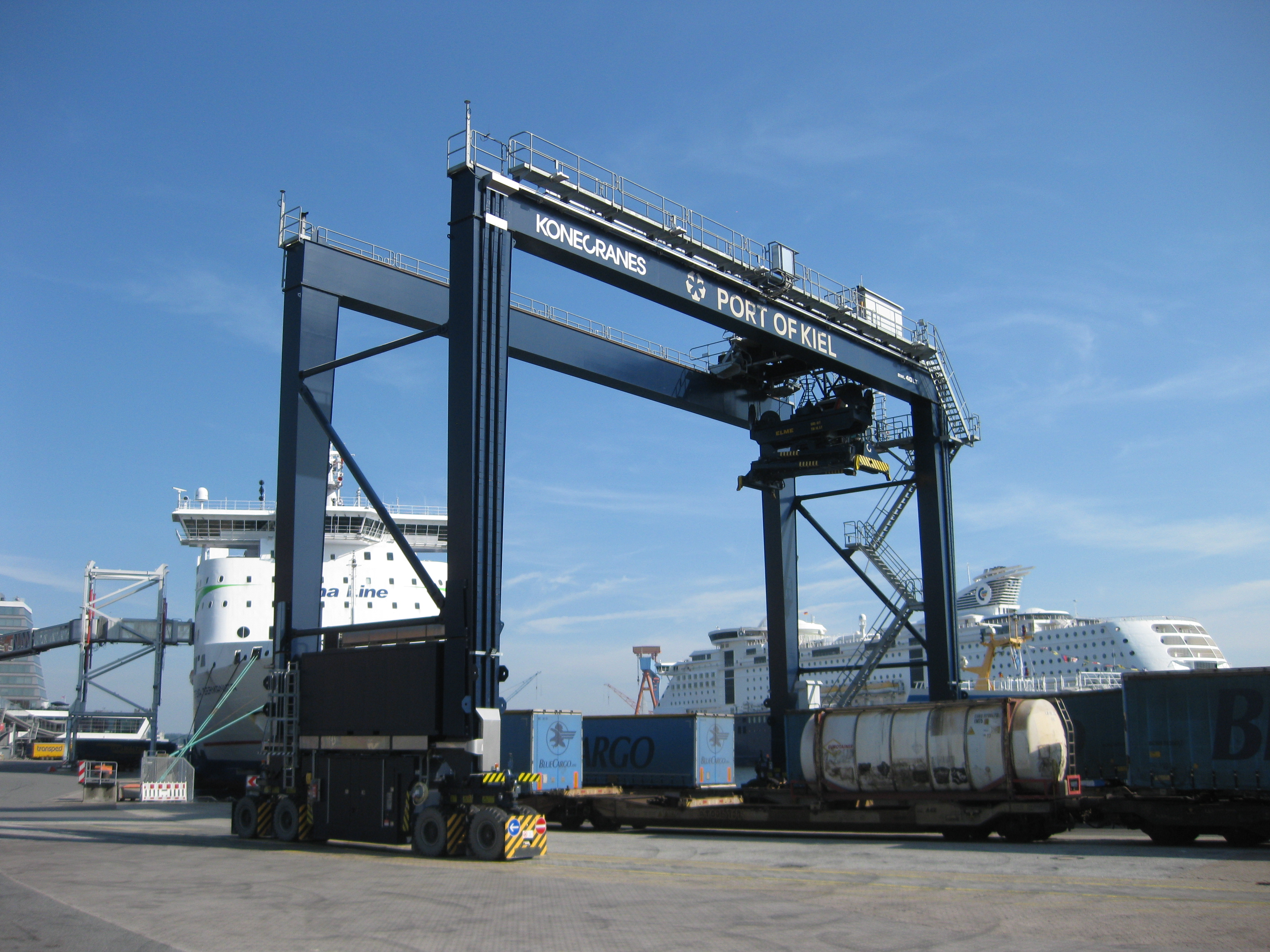
Gummibereifter Portalkran RTG (Rubber Tired Gantry Crane) in Kiel

### KCI Konecranes, 1994–2006
KCI Konecranes wurde am 15. April 1994 gegründet, als der Kone-Konzern einige radikale Änderungen vor seiner Notierung an der Börse Helsinki vornahm. Während Kone sein Aufzugsgeschäft behielt, wurden andere Geschäftsbereiche wie die Kransparte veräußert. Zwei Jahre später war KCI Konecranes ebenfalls an der Börse Helsinki notiert und ist seitdem zu einem wichtigen Mitglied des Aktienindex OMX Helsinki 25 geworden.
1997 dehnte KCI Konecranes seine Tätigkeit durch den Erwerb der MAN SWF Krantechnik auf Deutschland aus. In der Folge verzeichnete KCI Konecranes in Deutschland ein hohes organisches Wachstum und tätigte im Jahr 2000 überdies mehrere „arrondierende Akquisitionen“.
2002 wurde mit der japanischen Meidensha das Joint Venture Meiden Hoist System gegründet.

### Konecranes 2006–2015

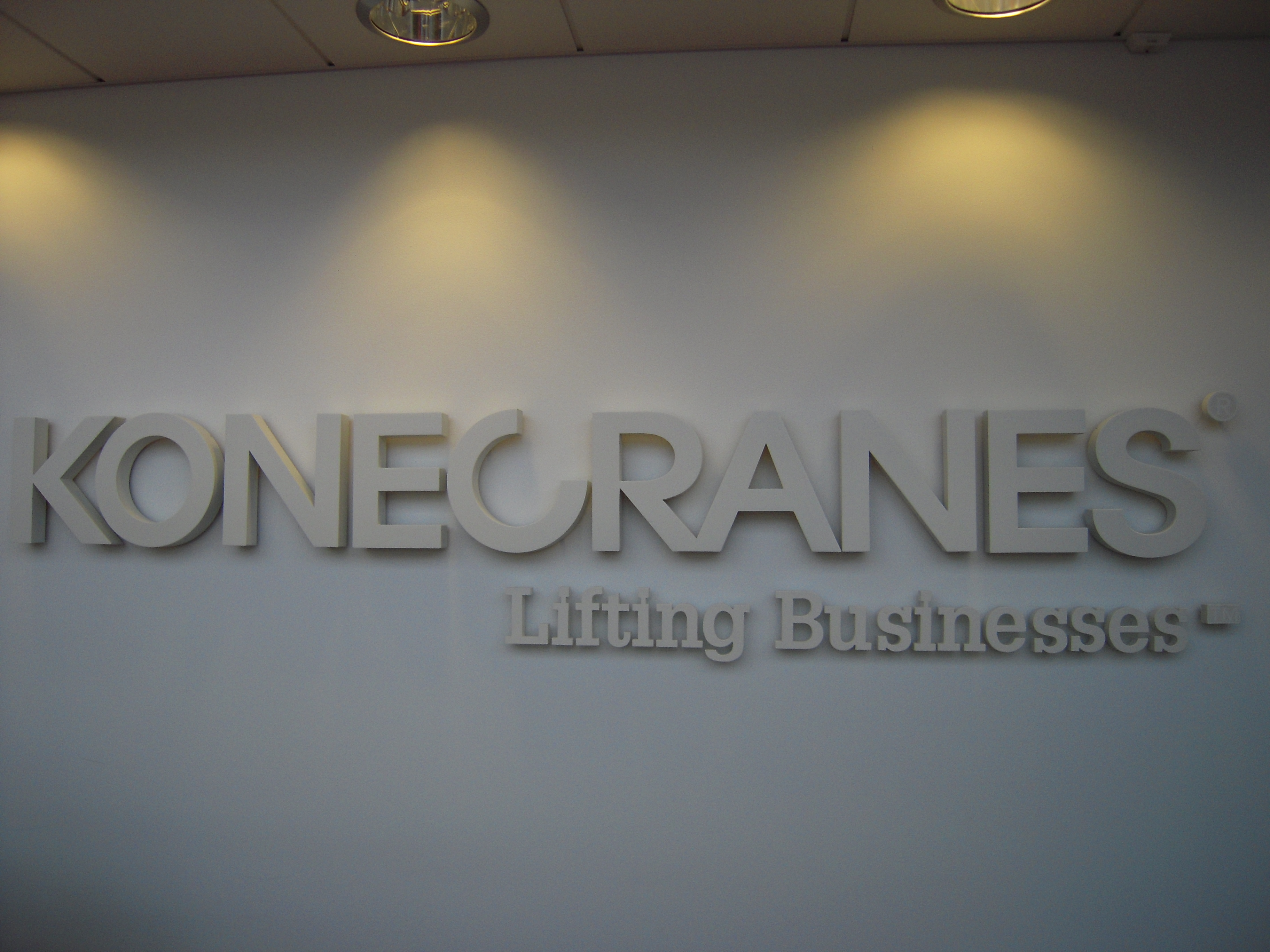
Konecranes-Logo

2006 entfiel das „KCI“ aus dem Markennamen.
2008 kam rund jeder zehnte Kran weltweit aus der Produktion von Konecranes, wovon ca. 80 % in Fertigungsstätten eingesetzt werden und der Rest in Hafenanlagen.
2010 erhielt Konecranes einen Auftrag über 80 Millionen Euro zur Lieferung eines Systems für den Containerterminalbetrieb sowie 30 automatisierter Containerstapelkrane an den Hafenbetreiber Abu Dhabi Ports Company.
Im Jahr 2011 bestellte der Betreiber mehrerer Hafenanlagen im US-Bundesstaat Georgia, die Georgia Ports Authority, 20 gummibereifte Portalkrane (RTG) und vier Containerbrücken vom Typ Super-Post-Panamax STS (Ship-to-Shore) für den Hafen Savannah. Ebenfalls 2011 bestellte das neue Cai Mep International Terminal (CMIT) in der Provinz Vung Tau in Vietnam insgesamt sechs Transportfahrzeuge für den Terminalbetrieb. Im selben Jahr eröffnete Konecranes seine Niederlassung in Vietnam.
2012 stellte Konecranes eine Hybridantrieb-Option für seine RTGs vor. Die ersten vollelektrischen RTG-Krane (ERTGs) in den USA wurden im Dezember 2012 von der Georgia Ports Authority (GPA) der Öffentlichkeit vorgestellt. Entwickelt hat die GPA das ERTG-System gemeinsam mit Konecranes, Conductix-Wampfler und Georgia Power. Im Oktober 2012 wurden drei 16-rädrige RTGs an das slowenische Containerterminal Luka Koper ausgeliefert. Es ist das größte Terminal dieser Art an der nördlichen Adria und hatte 2011 mehr als zehn Maschinen von Konecranes im Einsatz. Noch im selben Jahr gewann Konecranes eine Ausschreibung über die Lieferung seiner CXT-Seilzüge für das 5 Mrd. US-Dollar (4,22 Mrd. Euro) umfassende Sino-Iron-Projekt von CITIC Pacific. Das Projekt in der westaustralischen Region Pilbara ist die größte Abbau- und Verarbeitungsstätte für Magnetit-Eisenerz in Australien.
2013 führte Konecranes den weltweit ersten hybriden Reach-Stacker für den Containerumschlag ein. Seine Tragfähigkeit beträgt 45 Tonnen und er hat einen um etwa 10 Liter pro Stunde gegenüber der konventionellen Variante verringerten Kraftstoffverbrauch. Im Juni 2013 stellte Konecranes ein neues automatisiertes RTG-System (ARTG) vor. Es bewältigt die unterschiedlichsten in RTG-Containerdepots vorzufindenden Oberflächen. Im November 2013 implementierte Konecranes in seine Schwerlaststapler ein Stopp-Start-System. 2013 erhielt Konecranes einen Auftrag zur Lieferung des ersten automatisierten Container-Terminals für Indonesiens staatseigenen Terminalbetreiber Indonesia Port Corporations, PT Pelabuhan Indonesia III (Pelindo III). Der Wert des Auftrags, bestehend aus 10 Ship-to-Shore-Kranen (STS), 20 automatisierten Stapelkranen (ASC) und fünf Portalhubwagen (SC), wurde auf mehr als 100 Millionen Euro geschätzt.

### Konecranes, Terex und MHPS 2015–2020
Am 11. August 2015 gab Konecranes bekannt, mit dem US-amerikanischen Konkurrenten Terex fusionieren zu wollen. Technisch gesehen sollte dabei Konecranes das Unternehmen Terex im Rahmen eines Aktientausches (0,8 Konecranes-Aktien je Terex-Aktie) übernehmen. Das neue Unternehmen sollte als Konecranes Terex firmieren, seinen Sitz im finnischen Hyvinkää haben, 10 Milliarden US-Dollar Jahresumsatz erzielen und 32.000 Mitarbeiter beschäftigen. Die Aktien des kombinierten Unternehmens sollten an der Nasdaq Helsinki und an der New York Stock Exchange notiert werden. Terex-Chef John L. Garrison, Jr. sollte das neue Unternehmen führen, während der Verwaltungsratsvorsitzende von Konecranes, Stig Gustavson, seinen Posten bei der neuen Firma behalten würde. Am neuen Unternehmen sollten die Terex-Aktionäre rund 60 Prozent halten, die Konecranes-Aktionäre die restlichen 40 Prozent.

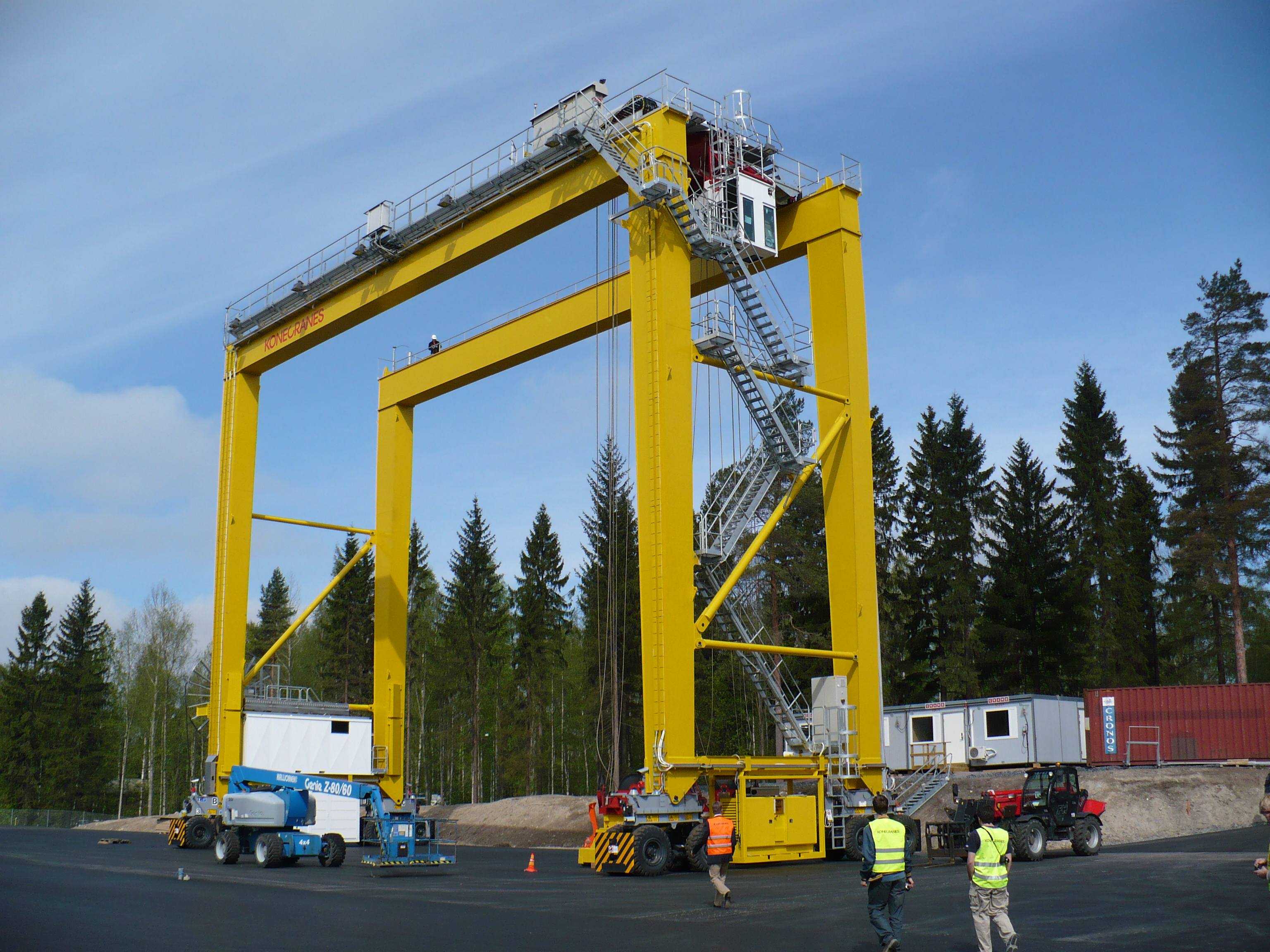
Ein RTG, auch „gummibereifter Portalkran“ genannt, von Konecranes in einem finnischen Betrieb

Am 19. Februar 2016 stoppte Terex die Fusion vorerst, da es ein unaufgefordertes Übernahmeangebot des chinesischen Baumaschinenherstellers Zoomlion Heavy Industries über 3,3 Milliarden US-Dollar erhalten hatte. Am 16. Mai 2016 kündigte Konecranes an, die Fusionspläne mit Terex aufzugeben und nur dessen Geschäft mit Industriekränen und Hafenanlagen für 1,13 Mrd. Euro kaufen zu wollen. Für die Terex Material Handling & Port Solutions wollte das Unternehmen 723 Millionen Euro in bar zahlen, dazu kam ein Aktienpaket, das Terex eine Beteiligung von 25 Prozent an Konecranes einbringen sollte.
Im Januar 2017 schloss Konecranes die Übernahme des Geschäftsbereichs Material Handling and Port Solutions (MHPS) von Terex ab. Terex erhielt für sein MHPS-Segment 595 Mio. US-Dollar und 200 Mio. Euro jeweils in bar sowie 19,6 Mio. neue Aktien mit eingeschränktem Stimmrecht, womit Terex 25 % der Anteile an Konecranes hielt. Laut den Finanzabschlüssen 2015 hatten Konecranes und MHPS zusammengenommen einen Gesamtumsatz von etwa 3500 Mio. € und 19.000 Mitarbeiter.
Im September 2019 gab Konecranes bekannt, einige seiner Produkte in Form von drei neuen Industriekran-Baureihen neu aufzustellen. Der Kran der S-Serie, konzipiert für verschiedene industrielle Hebeanforderungen, ersetzte das herkömmliche Stahlseil durch ein synthetisches. Außerdem wurden der Kettenzug der C-Serie und der Kran der M-Serie eingeführt, wobei letzterer vor allem auf Schwerlasthübe ausgelegt war. Im Oktober 2019 ernannte Konecranes Rob Smith zum Präsidenten und CEO. Er nahm seine Tätigkeit im Februar 2020 auf; in der Zwischenzeit fungierte Teo Ottola, CFO und stellvertretender CEO, als Interims-CEO. Smith war zuvor bei AGCO als Senior Vice President & General Manager für Europa und den Nahen Osten tätig. Der vorherige Präsident und CEO, Panu Routila, schied am selben Tag aus dem Unternehmen aus. Im Dezember 2019 verkündete Konecranes seine Absicht, den von seinem Partner Jebsen & Jessen gehaltenen 50-prozentigen Anteil am Joint Venture MHE-Demag zu erwerben, um seine Marktstellung in Südostasien zu verbessern. Die Transaktion im Wert von rund 147 Mio. Euro wurde im Januar 2020 abgeschlossen.

### Konecranes und Cargotec 2020–2022
Am 1. Oktober 2020 wurde bekanntgegeben, dass das Unternehmen mit Cargotec fusionieren will, was den Aktienkurs beider Unternehmen um mehr als 10 Prozent ansteigen ließ. Im August wurde bekannt gegeben, dass der Vorstandsvorsitzende von Konecranes, Rob Smith, seine Position zum Jahresende aufgeben und bis zum Abschluss des Zusammenschlusses durch den Finanzvorstand Teo Ottola ersetzt werden würde.
Nach reiflicher Überlegung genehmigte die EU-Kommission im Februar 2022 den Zusammenschluss von Konecranes und Cargotec, nachdem zuvor die chinesischen Behörden zugestimmt hatten.
Die Fusion wurde Ende März 2022 abgesagt, nachdem die britische Kartellbehörde Veto eingelegt hatte. Der Zusammenschluss hätte zu weniger Wettbewerb im Vereinigten Königreich geführt.

### Konecranes 2022–
Im Juni 2022 ernannte Konecranes Anders Svensson zu ihrem neuen CEO. Er hatte zuvor als Direktor bei Sandvik gearbeitet.
Im April 2024 erwarb Konecranes die Anteile der Kocks Kranbau GmbH in Bremen, um sein Servicegeschäft zu erweitern. Diese wurde 2023 aus der insolventen Kocks-Ardelt-Kranbau GmbH (KAK)in eine eigenständige Gesellschaft überführt.

## Organisation

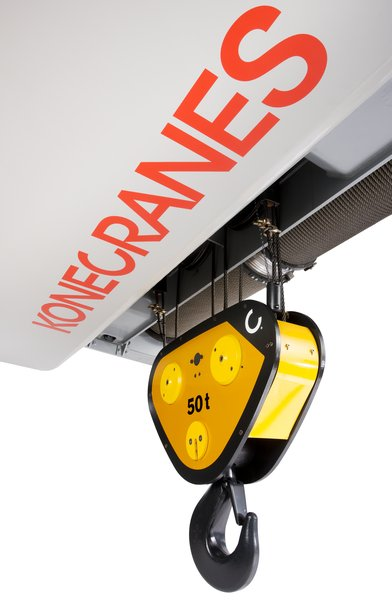
Konecranes SMARTON-Windwerk-Schwerlastkran

Präsident und CEO von Konecranes ist seit Februar 2020 Rob Smith.
Im September 2020 bestand das Führungsteam von Konecranes aus acht Mitgliedern: Rob Smith (CEO), Fabio Fiorino, Timo Leskinen, Mika Mahlberg, Teo Ottola, Juha Pankakoski, Carolin Paulus und Sirpa Poitsalo.
Konecranes beschäftigt 16.000 Mitarbeiter an 600 Standorten in 50 Ländern und ist in drei Geschäftsbereichen tätig: Service, Industrial Equipment und Port Solutions.

### Port Solutions
Der Geschäftsbereich Port Solutions liefert Hafenbetreibern Konecranes Gottwald Hafenmobilkrane, Konecranes Noell Containerbrücken (STS) und gummibereifte Portalkrane (RTG-Krane) sowie Technologie für den Horizontaltransport in Containerterminals sowie Konecranes Liftace-Stapler und Serviceleistungen.

### Industrial Equipment
Der Konecranes-Geschäftsbereich Industrial Equipment liefert Hebezeuge, Krane und fördertechnische Lösungen an die Branchen Automobilbau, Metallerzeugung, Abfallverwertung, Papier und Zellstoff, die Forstwirtschaft usw. Die Marken des Geschäftsbereichs sind Demag, SWF Krantechnik, Verlinde, R&M Materials Handling, Morris Crane Systems und Donati. Die Produktpalette umfasst Industriekrane, Seil- und Kettenzüge, Krankomponenten, Arbeitsplatz-Hubsysteme, manuelle Hebezeuge sowie mittlere bis große Gabelstapler.

### Service
Der Konecranes Service-Geschäftsbereich bietet an 600 Standorten in 50 Ländern Wartungs- und Modernisierungsservice für Industriekrane, Hebezeuge und Werkzeugmaschinen – vom einzelnen Gerät bis hin zur gesamten Betriebsausstattung. Hinzu kommen Serviceleistungen wie Inspektionen, Programme zur vorbeugenden Wartung, Reparaturen und Optimierungen, Bereitschaftsdienst, Ersatzteile, Beratung und die Modernisierung von Maschinen.

## Auszeichnungen
- 2011 wurde Konecranes‘ Chief Information Officer Antti Koskelin zum CIO des Jahres in Finnland gekürt (siebte Wahl).[42]
- 2020 gewann Konecranes im Rahmen des Designwettbewerbs Fennia Prize die Auszeichnung „IPR Excellence“ vom finnischen Patent- und Registrierungsamt für die Patente und Modellrechte des Kettenzugs der C-Serie und des Deckenkrans der S-Serie. Die S-Serie erhielt zudem eine lobende Erwähnung im Designwettbewerb.[43]